# Tobias Sauter

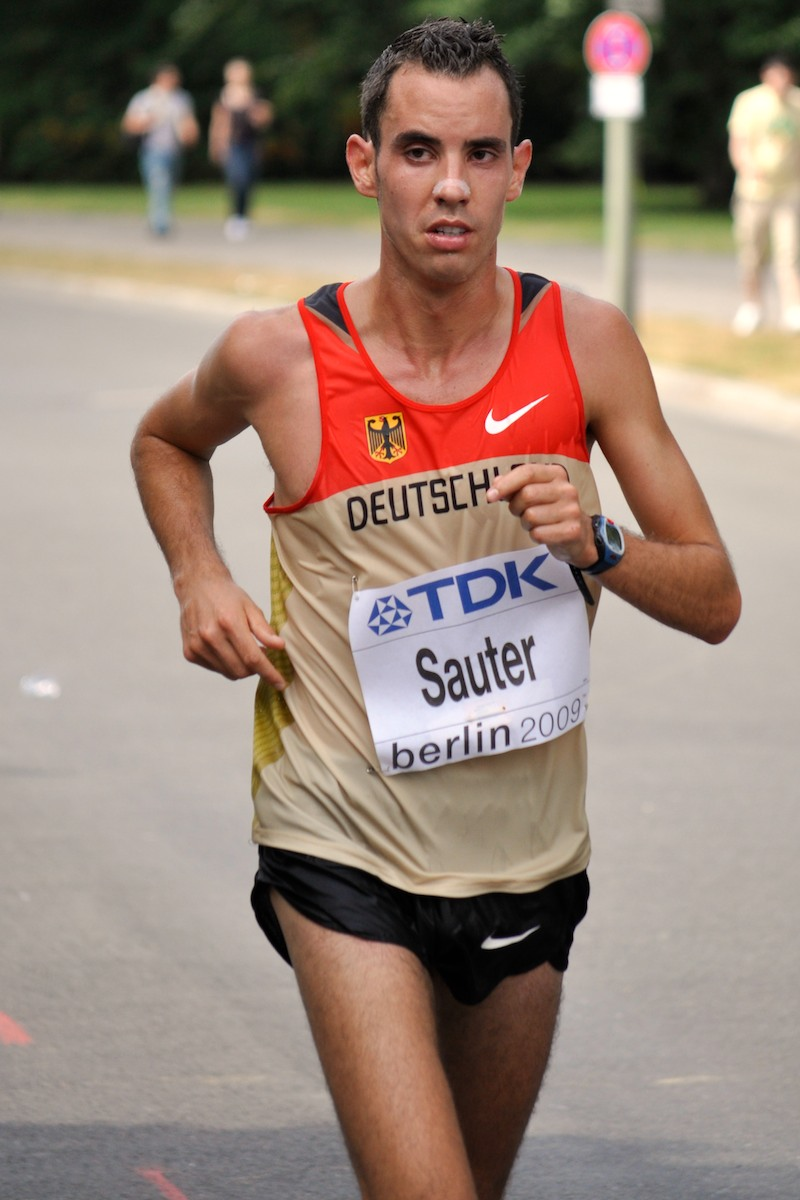
Tobias Sauter beim Weltmeisterschafts-Marathon 2009 in Berlin

Tobias Sauter (* 17. Oktober 1983 in Villingen-Schwenningen) ist ein deutscher Marathonläufer.

## Werdegang
Im Alter von 14 Jahren begann er mit dem Laufen und bewältigte schon mit 16 Jahren die 42,195-Kilometer-Distanz beim Frankfurt-Marathon, bei dem er in 3:16 h das Ziel erreichte. Ein Jahr später steigerte er sich auf 2:52 h. Mit Trainingsplänen aus dem Internet verbesserte er sich kontinuierlich und blieb 2006 zum ersten Mal unter der Zweieinhalb-Stunden-Marke.
2007 wurde er Zweiter der Deutschen Marathon-Meisterschaften und 2008 Dritter. Als er im Oktober 2008 den Essener Marathon Rund um den Baldeneysee in 2:18:24 h gewann, nahm er ein Angebot von Waldemar Cierpinski an, zu dessen Verein SG Spergau zu wechseln, wo er gemeinsam mit Waldemars Sohn Falk trainiert.
2009 qualifizierte er sich als Neunter des Düsseldorf-Marathons mit seiner persönlichen Bestzeit von 2:17:27 h für die Weltmeisterschaften in Berlin. Dort hatte er von Beginn an mit großen Problemen zu kämpfen und belegte in 2:35:43 h Platz 66 unter 70 Läufern, die das Ziel erreichten. Er ging nach eigener Angabe mit einem Bandscheibenvorfall und Sehnenabriss im Oberschenkel an den Start und erreichte das Ziel.
Nach seiner Verletzung trainierte Sauter im Wasser („Aquajogging“) weiter und erzielte 2010 den dritten Platz bei den Deutschen Meisterschaften in Halbmarathon, gab aber beim Düsseldorf-Marathon wegen Rückenproblemen auf. Beim Hitzemarathon der Europameisterschaften in Barcelona ließ er sich bei der 30-Kilometer-Marke vom Mannschaftsarzt kreislaufbedingt aus dem Rennen nehmen. Anschließend verlor er die Zugehörigkeit zum Kader des DLV.
Nach den Europameisterschaften trainierte er weiter und ging Ende Oktober 2010 beim Frankfurt Marathon an den Start, gab jedoch vorzeitig auf. Auch in der Folgezeit hatte er mit Verletzungen zu kämpfen. So musste er auch bei einem Comeback-Versuch bei den Deutschen Meisterschaften 2012 in München wegen einer schmerzenden Plantarsehne aufgeben. Sein Comeback bei den Deutschen Meisterschaften 2014 in München beendete er als Zweiter, wurde  aber wegen angeblich geringfügigen Abkürzens disqualifiziert.
Sauter beendete im Oktober 2014 seine Profilaufbahn und ist seit Januar 2015 Technischer Repräsentant der Sportartikelfirma Nike.